# Павлов Микола Олександрович
Мико́ла Олекса́ндрович Па́влов (10 грудня 1929, хутір Ніфонтов Морозовського району, тепер Ростовської області, Російська Федерація) — український радянський партійний діяч, 1-й секретар Херсонського міськкому КПУ Херсонської області. Член Ревізійної Комісії КПУ у 1981 — 1986 р.

## Біографія
Народився у селянській родині. У 1943 — 1946 р. — шахтар в місті Шахти Ростовської області РРФСР. У 1946 — 1949 р. — столяр Жирновського рудоуправління Ростовської області РРФСР.
У 1949 — 1952 р. — служба в Радянській армії. Служив командиром радіовідділення. Член КПРС.
У 1952 — 1955 р. — столяр Херсонського суднобудівного-ремонтного заводу. У 1955 — 1957 р. — інструктор, завідувач відділу Херсонського міського комітету ЛКСМУ. У 1957 — 1962 р. — столяр, диспетчер, виконроб, майстер цеху Херсонського суднобудівного-ремонтного заводу.
У 1962 — 1964 р. — студент Одеського інституту інженерів морського флоту, який закінчив у 1964 році і здобув спеціальність «суднобудівник».
У 1964 — 1972 р. — майстер, заступник начальника цеху, начальник цеху, заступник секретаря партійного комітету, секретар партійного комітету КПУ Херсонського суднобудівного заводу.
У 1972 — 1978 р. — завідувач промислово-транспортного відділу Херсонського обласного комітету КПУ.
У 1978 — 1987 р. — 1-й секретар Херсонського міського комітету КПУ.
У 1987 — 1991 р. — голова Херсонського обласного Комітету народного контролю. Чотири рази обирався депутатом Херсонської обласної ради (у 1980 — 1992 роках).
З 1991 року — пенсіонер. У 1992 — 1994 р. — директор філії «Укрімпекс» зовнішньоторгового об'єднання при Кабінеті Міністрів України.
У 1994 — 2000 р. — завідувач постановочною частиною, заступник директора, директор Херсонського театру ляльок.
Потім — на пенсії у місті Херсоні.

## Нагороди
- три ордени Трудового Червоного Прапора (1976, 1981, 1986)
- чотири медалі